# Киселёв, Павел Дмитриевич
Граф (с 26 марта 1839) Па́вел Дми́триевич Киселёв (8 [19] января 1788, Москва — 14 ноября 1872, Париж) — русский государственный деятель, генерал-адъютант (1823), генерал от инфантерии (1834). Во время русско-турецкой войны 1828—1829 годов — командующий российскими войсками в Дунайских княжествах. В 1829—1834 годах управлял Дунайскими княжествами, находившимися под протекторатом России, под его руководством были приняты первые конституции Молдовы и Валахии — органические регламенты. Последовательный сторонник отмены крепостного права. Первый министр государственных имуществ Российской империи (1837—1856), реформировавший быт государственных крестьян (1837—1841). После Крымской войны — российский посол во Франции (1856—1862).

## Биография

### Семья. Детские годы. Образование
Павел Киселёв происходил из старинного дворянского рода — по официальной генеалогической таблице (составленной, видимо, в конце XVIII века), они вели свой род от легендарного киевского воеводы Свентольдия. Однако это всего лишь предание. Реальные исторические персонажи появляются в родословном древе Киселёвых в XV веке. Как считал П. В. Долгоруков, начало фамилии Киселёвых положил Иван Киселёв, бывший в 1452 году воеводой в Великом Устюге.
Павел Дмитриевич был сыном помощника управляющего Московской оружейной палатой действительного статского советника Дмитрия Ивановича Киселёва (1761—1820) и Прасковьи Петровны (1767—1841), сестры князя А. П. Урусова. Детские годы он провёл в московском доме родителей. Получил домашнее образование, которое, как он сам вспоминал позднее, было недостаточным (в совершенстве он знал лишь французский язык). Как отмечал Н. Дружинин, Киселёв был воспитан родителями в «преданности религиозной традиции» и «культе монархической власти».
По словам Киселёва, ему пришлось приложить много труда, чтобы «из светского полотёра превратиться в делового человека», в последующие годы он много и упорно занимался самообразованием. Судя по каталогам тульчинской библиотеки Киселёва, в то время, когда он был начальником штаба 2-й армии, в круг его чтения входили труды французских просветителей и публицистов XVIII — начала XIX века, античные авторы, работы по истории и политэкономии. До конца жизни, судя по дневниковым записям, которые он вёл долгие годы, Киселёв интересовался новейшей политической, философской и художественной литературой.
Дом Киселёвых посещали И. И. Дмитриев и Н. М. Карамзин. Сведений о том, каких взглядов придерживался Дмитрий Иванович, нет, однако, так как он был близок с Ростопчиным, историк Готье предполагает, что консервативных. Первый биограф Киселёва А. Заблоцкий-Десятовский пишет, что его мать, Прасковья Петровна, способствовала общению сына с «достойными сверстниками», в их числе были П. А. Вяземский (с которым он сохранил дружеские отношения до конца своих дней) и А. И. Тургенев.

### Первые годы военной службы
Киселёв был зачислен коллежским юнкером при Московском архиве Коллегии иностранных дел (1805), в 1806 году переведён в Кавалергардский полк и переименован в корнеты.
Первой кампанией Киселёва стала Война четвёртой коалиции, начавшаяся для него с боя под Гейльсбергом, когда Кавалергардский полк, стоявший в резерве, в ходе битвы подвергся обстрелу. В битве под Фридландом полк занимал переправу у Алленбурга и непосредственно в боевых действиях не участвовал. После Тильзитского мира Киселёв возвратился в Петербург и был назначен ординарцем при королеве Луизе во время пребывания в Петербурге (1808—1809) прусской королевской семьи. Не имея протекции, Киселёв тем не менее быстро вошёл в придворную среду и, по выражению Готье, стал «своим человеком при императорской главной квартире» вместе с А. Ф. Орловым.
Во время Бородинского сражения некоторое время командовал первым эскадроном полка. Как и все офицеры-кавалергарды, был награждён орденом св. Анны 4 степени за Бородино. Всего принял участие в 26 сражениях Отечественной войны 1812 года и заграничных походов 1813—1815 годов. Сразу после Бородино был назначен адъютантом генерала М. А. Милорадовича. По словам самого Киселёва, он с сожалением покинул Кавалергардский полк, чтобы при «генерале с блестящей репутацией» «изучать войну», однако его ожидания не оправдались. Но именно на время службы у Милорадовича приходится сближение Киселёва с Александром I, сыгравшее значительную роль в развитии его дальнейшей карьеры. Императору, прибывшему в действующую армию, адъютант Милорадовича делал регулярные доклады и понравился своей манерой обстоятельно излагать ход событий.
Второго апреля 1814 года Киселёв был назначен флигель-адъютантом Александра I. В дальнейшем он успешно выполнил ряд важных поручений императора. В составе свиты находился на Венском конгрессе и оставил заметки о его работе. В 1815 году в Берлине присутствовал при помолвке великого князя Николая Павловича с принцессой прусской Шарлоттой, после чего пользовался расположением обоих супругов.

### Командировки на юг России
В конце 1815 года, прямо из Берлина, Киселёв по заданию императора отправился в командировку на юг России для набора нижних чинов в гренадерские и кирасирские полки и осмотра части полков 2-й армии. Дополнительно, по просьбе Аракчеева, Киселёв должен был расследовать злоупотребления по винному откупу в Крыму.
В 1817 году Киселёв был направлен на расследование конфликта между главным интендантом 2-й армии Жуковским, с одной стороны, и командующим Беннигсеном и начальником штаба Рудзевичем — с другой. Кроме разрешения противоречий среди представителей командования армии и упорядочивания её снабжения Киселёву было поручено осмотреть войска и «передать им нововведения, которые были приняты после войны не только в гвардии, но и в войсках 1-й армии», а также проинспектировать внутренние гарнизоны, инвалидные роты, госпитали и военные школы юга. Докладывая царю о результатах своей поездки в декабре 1817 года, Киселёв отметил, что жалобы Жуковского на беспорядки по интендантской части «отчасти справедливы», а армия, отдалённая от центра, «отстала во всех отношениях». В то же время он обратил внимание на недостаток учебных заведений в Новороссийском крае. Киселёв предложил учредить при пехотных корпусах военные училища и кадетские роты для сирот и детей малоимущих офицеров и чиновников, свой проект он передал князю Волконскому. Также он предложил предоставить пустующие казённые земли Таврической губернии переселенцам с территорий, находящихся под властью Османской империи, и отставным солдатам, заслуженным офицерам и чиновникам. Так как этот проект был обрисован только в общих чертах, трудно сказать в какой форме предполагал Киселёв его осуществить. Однако, вероятно, он не имел в виду новые военные поселения, так как к этой «аракчеевской» (Заблоцкий-Десятовский) затее относился, по словам биографа, «весьма несочувственно». Ещё одна проблема, на которую обратил внимание Киселёв, — устройство в Новороссийском крае вюртембергских колонистов. Он предложил учредить над ними попечительство для обеспечения их безопасности. Раздачу денег колонистам на обустройство, предложенную ранее, Киселёв считал средством малоэффективным и разорительным для казны.
В январе 1818 года Киселёв возвратился в Тульчин, чтобы исполнить новое поручение: подготовить 2-ю армию к смотру, который предполагалось провести во время объезда Александром I южных губерний.

### Начальник штаба 2-й армии
В 1819 году Киселёв был назначен начальником штаба 2-й армии. Это вызвало недовольство нового командующего армии Витгенштейна, считавшего, что при назначении нового начальника штаба несправедливо обошлись с Рудзевичем и Д. Игнатьевым, что Киселёв назначен «не для временного, но постоянного надзора». Он написал письмо императору и просил отставки. Александр ответил успокоительным посланием в том духе, что имели место всего лишь кадровые перестановки. Киселёв был осведомлён о демарше Витгенштейна — копии писем главнокомандующего ему передал А. Орлов, который, вместе с Закревским и Волконским, советовал своему другу, как вести себя в сложившейся ситуации. По прибытии в армию Киселёв беседовал с командующим и, видимо, сумел заручиться его расположением, однако в армии принят он был настороженно.
Под началом Киселёва служили будущие декабристы П. И. Пестель, А. П. Юшневский, И. Г. Бурцев, Н. В. Басаргин, С. Трубецкой, С. Волконский. К Пестелю, известному своей властностью, Киселёв относился с некоторым предубеждением, но отзывался о нём, как о человеке, который «всякое место займёт с пользою». Пестель в начале 1821 года по заданию начальника штаба трижды посетил земли, граничившие с Молдовой. Целью было выяснение общей обстановки, положения христианского населения в связи с греческой революцией, сбор информации о ходе восстания. Донесения Пестеля Киселёв переслал лично Александру I, находившемуся в то время на конгрессе в Лайбахе. Сам Киселёв считал, что необходимо активно поддержать восставших и не одобрял нерешительности правительства, при этом он руководствовался не только желанием помочь христианскому населению. По мнению Киселёва, это могло усилить влияние Российской империи на Балканах, защитить её собственные политические и военные интересы в регионе.
Гораздо ближе сошёлся Киселёв с другими будущими декабристами. По воспоминаниям, в штабе царила творческая и доверительная атмосфера. Среди декабристов активно обсуждалась возможность привлечения генерала (вместе с М. М. Сперанским, Н. С. Мордвиновым и А. П. Ермоловым) к работе Временного правительства, чья деятельность планировалась на переходный после восстания период. Тем не менее, как отмечает историк Ю. В. Готье, Киселёв, которого можно было бы отнести к «умеренным декабристам» по убеждениям, не считался своим среди декабристов.
В ходе подготовки к возможной войне России с Османской империей Киселёв предпринял изучение истории предыдущих русско-турецких военных конфликтов . В начале 1822 года по его инициативе был начат ремонт приграничных крепостей.
С 1821 года Киселёв инициировал наблюдение за некоторыми будущими декабристами, создание тайной полиции во 2-й армии (Готье утверждает, что Киселёв не пользовался её услугами, так как не получил на это одобрения свыше), разгром действовавших во 2-й армии тайных организаций и масонских лож. В так называемом «деле Раевского» историки отмечают «небрежность», допущенную Киселёвым при расследовании. Объясняется это обстоятельство по-разному: одни исследователи считают, что начальник штаба проявил «идейную симпатию к „вольнодумцам“», другие, что он, как это вполне естественно для начальника, надеялся «замять» дело, которое бросало тень на командование армии. Известно, что с помощью Киселёва Бурцов сжёг составленный Раевским «список тульчинских членов». Тем не менее, по версии И. Немировского, «дело Раевского» было инспирировано самим Киселёвым, а не И. Сабенеевым. Как считает Немировский, Сабанеев был просто исполнителем указаний Киселёва.
В должности начальника штаба Киселёв зарекомендовал себя способным администратором и провёл ряд нововведений, в том числе смягчение телесных наказаний, содействовал работе ланкастерских школ, однако был противником поголовной грамотности простых солдат. Его предложения по улучшению работы квартирмейстерской службы в армии не были приняты во внимание П. Волконским, которому она была полностью подчинена. В 1823 году, после смотра армии императором, был пожалован в генерал-адъютанты.

### Дуэль с Мордвиновым
Летом 1823 года Киселёв был вызван на дуэль бывшим бригадным командиром генерал-майором Мордвиновым. Поводом послужила отставка Мордвинова, инициатором которой был Киселёв как начальник штаба 2-й армии. Бригадный командир знал о «заговоре офицеров» против командира Одесского пехотного полка подполковника Ярошевицкого, вызвавшего ненависть сослуживцев своей грубостью. Заговор закончился избиением Ярошевицкого штабс-капитаном Рубановским. Следствие выявило, что Мордвинов не предпринял никаких мер, чтобы предотвратить инцидент. Недоброжелатели Киселёва (Заблоцкий-Десятовский, ссылаясь на свидетельство адъютанта Киселёва Басаргина, называет имена командира 7-го корпуса Рудзевича и командира 22-й пехотной дивизии Корнилова) убедили отставленного Мордвинова вызвать начальника штаба армии на дуэль. 24 июня 1823 года в местечке Ладыжине в 40 вёрстах от Тульчина состоялся поединок. Расстояние между барьерами было принято в восемь шагов, число выстрелов не ограничивалось. По настоянию Мордвинова стреляли одновременно (оба участника дуэли отказались делать первый выстрел), и Киселёв смертельно ранил своего противника в живот. Все обстоятельства этого дела начальник штаба изложил в личном письме царю. Заблоцкий-Десятовский сообщает, что Александр I, узнав о деле, «вполне оправдал поступок» Киселёва, отметив лишь, «что гораздо лучше было бы, если б поединок был за границей». Чтобы оправдаться перед императором, Киселёв добился личной встречи с ним и был благосклонно принят Александром I в начале сентября 1823 года. Более того, вскоре после этой встречи, 6 октября 1823 года, Киселёв был удостоен свитского звания генерал-адъютанта. По собственной инициативе Павел Дмитриевич выплачивал вдове Мордвинова денежное содержание до её смерти.

### Брак

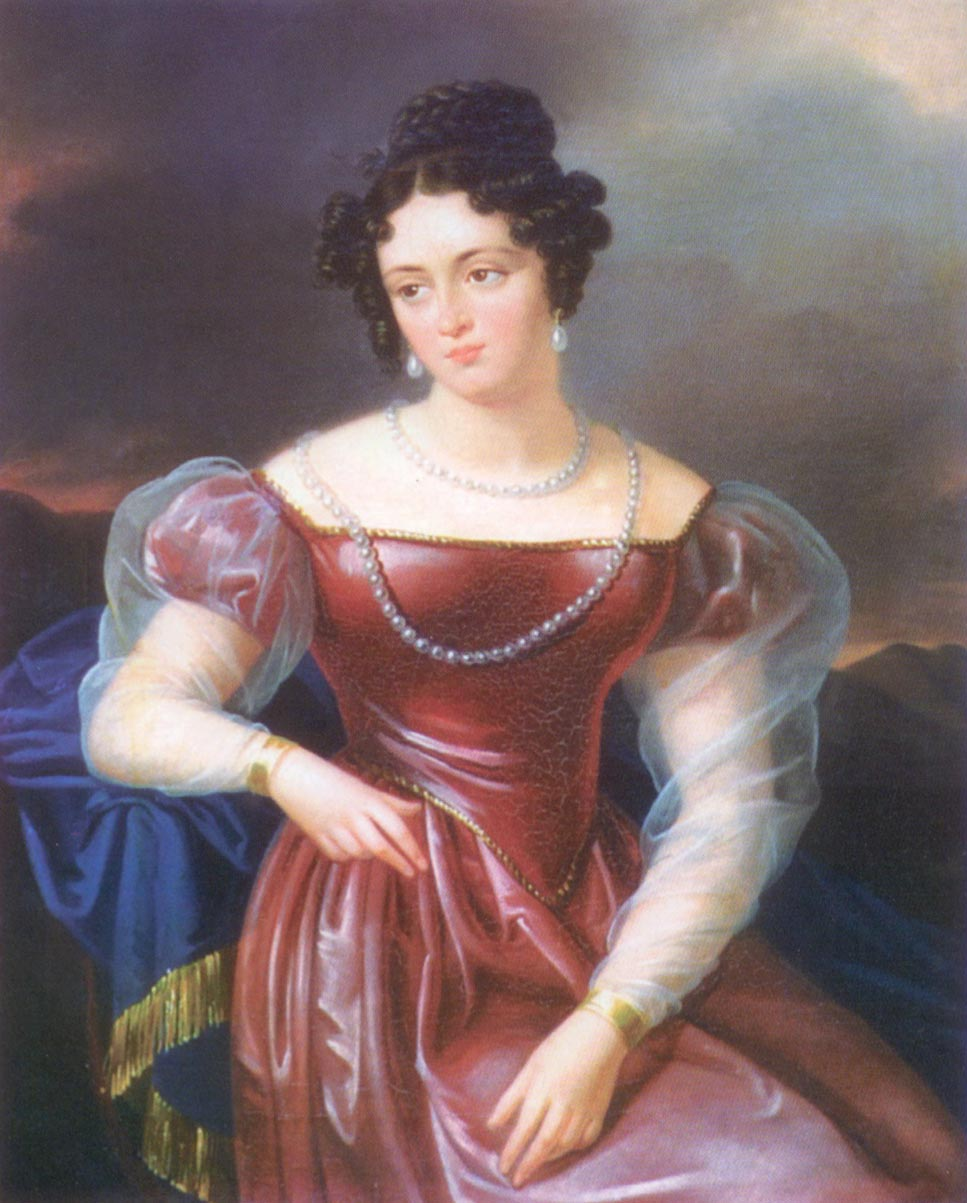
С. С. Киселёва. 1820-е годы

В 1817 году Киселёв в Тульчине познакомился со старшей дочерью графини Потоцкой, Софьей. С 1819 года он был постоянным гостем в доме Потоцких. Киселёв увлёкся Софией, чувство оказалось взаимным, однако графиня Потоцкая считала, что дочь должна была выйти замуж за одного из своих двоюродных братьев, также представителей рода Потоцких. Лишь настойчивость и постоянство Софии помогли преодолеть преграды, и в феврале 1821 года состоялось обручение. Но и после обручения Киселёв был не уверен в том, что свадьба состоится, причиной тому он считал «запутанные семейные дела».
25 августа 1821 года в Одессе Киселёв обвенчался с Софьей Станиславовной (обряд был совершён дважды — в лагере у города и в городском костеле). Мать невесты на церемонию не приехала, а позднее, направляясь из Петербурга за границу на лечение, не навестила молодожёнов.
Как свидетельствуют мемуаристы (Басаргин, Смирнова-Россет), Софья Станиславовна была «очень эмоциональной, искренней в чувствах, своевольной аристократкой», которая не придавала значения светским условностям, человеком с «живым, неустойчивым» характером (Заблоцкий-Десятовский). Тем не менее ни несходство характеров, ни различие в материальном положении не омрачали первые годы супружеской жизни Киселёвых.
После смерти старой графини Потоцкой Киселёв принял участие в сложном процессе раздела её наследства. Поместья Потоцких были отягощены долгами, доходы с них не покрывали даже процентов по долгам. Много лет Павел Дмитриевич управлял имениями жены и лишь в 1846 году сумел обратить их в деньги, которые и передал Софье Станиславовне.
Тяжёлым ударом для супругов стала смерть их единственного сына Владимира (7 июня 1822—1824). Весть о ней застала Киселёвых, собравшихся для лечения за границу, в дороге. Почти через год Киселёв напишет Закревскому из Тульчина: «Жена нездорова и пособий врачебных не имеет, а рассеянности ещё менее. Сын мой — общая отрада наша, — нас оставил, и всё здесь напоминает о бывшем благополучии и печаль настоящую». Софья Станиславовна не могла более иметь детей, и это усугубляло её горе.

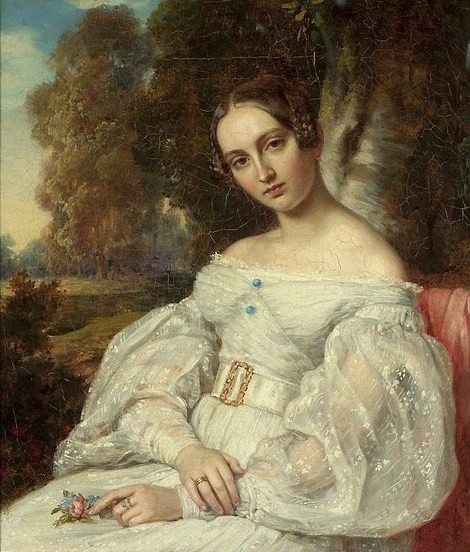
Ольга Потоцкая (в замужестве Нарышкина)

Увлечение Киселёва сестрой жены Ольгой, заботу о которой супруги взяли на себя после смерти матери Софьи и Ольги, разрушило брак. С 1829 года, когда Софья Станиславовна уехала в Париж, супруги жили раздельно, но развод не был оформлен. С Ольгой, впоследствии вышедшей замуж за Льва Нарышкина, Киселёв поддерживал отношения до самой её смерти. Заблоцкий-Десятовский намекает на то, что София Станиславовна, возвратившись в 1828 году в Тульчин, сблизилась там с Артуром Потоцким, которого в своё время ей прочили в мужья.
После военной кампании 1828 года и до отбытия Киселёва в действующую армию 5 апреля 1829 года супруги жили в Одессе, у Нарышкиных. Во второй половине 1829 года тон переписки, которую вели Киселёвы, прежде дружественной, меняется, а весной 1831 года Павел Дмитриевич впервые предлагает жене развод, как подходящий выход из сложившейся ситуации.
Во время Польского восстания Софья Станиславовна становится фактически эмигранткой. Со свойственной ей горячностью она поощряла своего брата Александра, присоединившегося к восставшим, укоряла других братьев и сестёр в равнодушии, вела себя, по собственному признанию (в письме от 3 мая 1831 года из Вены), не «как жена русского генерала».
В 1834 году Софья Станиславовна из-за угрозы конфискации имущества в связи с указом от 17 апреля «об ограничении пребывания русских подданных за границей», подписанным Николаем I, была вынуждена вернуться в Россию. Муж обещал ей уладить все проблемы с имениями, если она согласится на развод. Киселёв получил разрешение уехать в Буки, имение жены в Киевской губернии, там он увиделся с Софьей Станиславовной впервые после её отъезда в Париж в 1829 году. Киселёв настаивал на разводе, к этой встрече он подготовил извлечения из бракоразводных процессов, в том числе — указа о разводе А. Чернышёва и Т. Моравской. Однако, чтобы избежать скандала, ему пришлось уступить жене. 20 ноября 1834 года супруги обменялись подтверждёнными свидетелями (Н. Нарышкиным и М. Воронцовым) обязательствами жить раздельно и не вторгаться в частную жизнь друг друга. Тем не менее Киселёв продолжил управлять имениями жены, и в их переписке (1820—1867) с 1829 года имущественные вопросы занимают значительное место.
В 1845 году Софья Станиславовна приехала в Петербург, чтобы ходатайствовать за своего брата Мечислава, отправленного в ссылку (тот был обвинён своей женой в отравлении родного сына). Власти выслали Киселёву, известную своими антирусскими заявлениями и связью с польскими эмигрантами, в Новгород. Ей было предписано покинуть Россию в самое ближайшее время. Муж добился для Софьи Станиславовны разрешения вернуться в столицу, она даже побывала при дворе.
Будучи назначенным после Крымской войны послом во Францию, Киселёв признавал и об этом говорил императору Александру II, что одна из сложностей для него — проживание в Париже его супруги, сторонницы возрождения Польши. Он писал брату Николаю о том, как неудобно для него пребывание в столице Франции «Софьи с её надменным и иногда отважным характером; я опасаюсь столкновений, которые, при моём официальном положении, могут быть более чем неприятны. После 25 лет разлучения всякое сближение между нами невозможно, и я решительно его не хочу». В 1860 году, когда Софья Станиславовна собиралась опубликовать памфлет, направленный против российского правительства, Киселёв потребовал от неё воздержаться от обнародования этого материала. Он предупредил жену о том, что будет, в случае осуществления публикации, вынужден потребовать её высылки из Парижа.
Вероятно в Молдове, в 1829—1834 годах, Киселёв вступил в связь Александрой Алексеевной Балиано (урождённой княжной Багратион). Переехав в Петербург, Киселёв перевёз туда и Александру Алексеевну, которая, однако, поселилась отдельно от него. От этой продолжительной связи у Балиано было четверо детей: Владимир, Константин, Александра и Елена — «воспитанники» Павла Дмитриевича, о которых он постоянно заботился. По завещанию Киселёва каждому из «воспитанников» (за исключением умершей к тому времени Елены) полагалось по 30 000 рублей серебром — больше, чем кому-либо из других лиц, упомянутых в духовной Павла Дмитриевича.

### После восстания декабристов

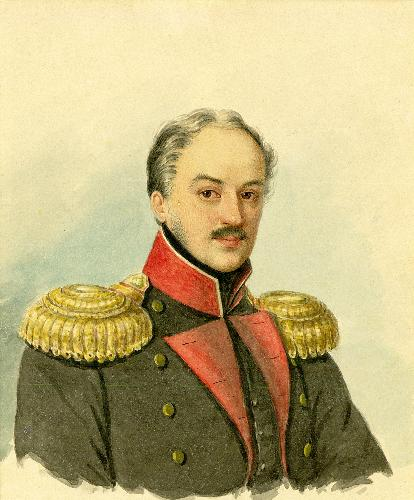
П. Д. Киселёв. 1830-е годы

В декабре 1825 года И. И. Дибич, получив доносы Майбороды и Шервуда о существовании Южного тайного общества, направил для расследования дела в штаб 2-й армии А. И. Чернышёва. Киселёв совместно с Чернышёвым начал следствие и провёл первые аресты. Довольно скоро стало ясно, что масштаб дела требует участия следователей с более широкими полномочиями, и было решено передать его в Петербург.
После восстания 14 декабря, в январе 1826 года, через командующего 2-й армией Витгенштейна Киселёв, на которого пали подозрения в участии в заговоре (черновик письма Татищева с вызовом Киселёва хранится в деле подлежащих аресту декабристов), был вызван в Петербург. Уезжая из Тульчина, Киселёв признался Басаргину, что не знает, что его ждёт в столице. В личной беседе с императором Николаем I он опроверг слухи о своих связях с декабристами и, хотя не вполне оправдался в его глазах, продолжил военную службу на прежнем посту. Из Петербурга Киселёв уехал 11 февраля 1826 года. Вопрос об осведомлённости начальника штаба о деятельности заговорщиков однозначно не решён. По словам И. Якушкина, Киселёв знал о тайном обществе и «смотрел на это сквозь пальцы». Якушкин также утверждает, что Пестель читал Киселёву отрывки из «Русской правды», и тот «высказывал при этом свои замечания». Его имя значилось в списке заговорщиков, найденном в бумагах Александра I после смерти императора.
Со 2-й армией Киселёв принимал участие в Русско-турецкой войне 1828—1829 годов, отличился в ряде сражений. Своими решительными действиями вернул себе благосклонность Николая I, за действия при осаде Шумлы был награждён золотой шпагой с алмазами с надписью «За храбрость».

### Управление Дунайскими княжествами
Во время Русско-турецкой войны 1828—1829 годов Киселёв был назначен командиром 4-го корпуса и командующим российских войск, дислоцировавшихся в Дунайских княжествах, после войны официально находившихся под протекторатом России; 19 октября 1829 года, будучи в городе Зимнича, он был назначен полномочным представителем диванов (советов) Молдавского княжества и Валахии. До Киселёва полномочными представителями после смещения господарей становились последовательно Ф. П. Пален и П. Ф. Желтухин, но оба, так и не начав приготовлений к преобразованиям, которые должны были определить общественно-политическое устройство княжеств, просили об отставке. Давно необходимые реформы по совершенствованию государственного управления в княжествах подготовил и провёл Киселёв, стремясь, по словам К. В. Нессельроде, «навязать некоторым образом жителям всех классов благодеяние правильной администрации». Однако инициатива Киселёва была значительно ограничена инструкциями министерства иностранных дел, многие из его рекомендаций не были приняты, остальные утверждались в Петербурге, где наблюдение за проведением реформ было возложено на Д. Дашкова.
Обстановка в княжествах, разорённых как правлением господарей, так и войной, на момент принятия Киселёвым руководства была тяжёлой. Новая администрация должна была решать самые животрепещущие вопросы наряду с теми, что определяли дальнейшую судьбу Дунайских княжеств.
Николай I, желающий усиления влияния России на Балканах, поддерживал скорейшее проведение реформ в княжествах. В то же время он не хотел «развязывания там инициативы народных масс» (Орлик) и требовал прежде всего соблюдения интересов боярства. Киселёв постоянно получал из МИДа соответствующие инструкции. Его серьёзно беспокоило положение крестьян в княжествах. Даже небольшие изменения к лучшему в положении земледельцев встречали сопротивление местной аристократии, а полное удовлетворение всех притязаний боярства могло привести к установлению крепостного строя. Неоднократно в своей переписке Киселёв возвращается к крестьянскому вопросу, так, 16 января 1833 года он пишет: «Я один должен защищать этих беззащитных людей против олигархии, жадной и буйной… Я в особенности боюсь австрийской помощи».
Под руководством Киселёва были приняты первые конституции — органические регламенты (Валахия — 1831, Молдавское княжество — 1832), остававшиеся в силе до 1859 года. Регламенты давали личную свободу крестьянам и возможность перехода от одного землевладельца к другому, помещикам было запрещено выселять крестьян в том случае, если последние выполняли лежавшие на них обязанности, безземельные батраки должны были наделяться землёй. Регламент оказал благотворное влияние на политическую, социальную и экономическую жизнь княжеств. Было учреждено парламентское правление, при котором власть господаря ограничивалась Общественным собранием (Адунаря Обштяскэ), наделённым большими законодательными функциями. Господарь был главой исполнительной власти. Судебные органы, согласно Регламенту, были отделены от административных, имея собственную организацию. Прежние натуральные повинности были заменены единым денежным налогом. Тем не менее недостаточное знакомство Киселёва с местными условиями и «неудачная редакция соответственных статей регламента» не позволили ввести в жизнь все его установления. Многие принятые законы носили половинчатый характер: боярство продолжало не платить налоги; режим правления был парламентским, но собрания не были представительными и состояли, в основном, из бояр.
В 1833 году, незадолго до вывода российских войск, за цыганами был признан статус личности. Теперь их нельзя было безнаказанно убивать.
Некоторые положения регламентов не удовлетворили Киселёва, и он обратился за помощью к посланнику в Константинополе А. П. Бутенёву, который имел возможность внести изменения в документы в процессе их утверждения Россией и Турцией. Часть поправок была включена в регламенты, однако изменения обошли крестьянское законодательство. По мнению В. Гросула, деятельность Киселёва в период управления Дунайскими княжествами лежала полностью без каких-либо отклонений в русле политики, проводимой центральной властью.
Киселёв руководил созданием одной из главных трасс Бухареста, и по сей день носящей его имя (рум. Şoseaua Kiseleff). Шоссе Киселёва является продолжением в северном направлении проспекта Победы (Calea Victoriei), который во времена Киселёва назывался Подул Могошоаей (Podul Mogoşoaei). В настоящее время шоссе Киселёва ограничено площадью Победы (Piaţa Victoriei) и Домом Свободной Прессы (Casa Presei Libere), а вдоль самого шоссе находятся несколько музеев, посольства России, Беларуси, Перу, а также Триумфальная арка.
По итогам деятельности Киселёв завоевал репутацию честного и энергичного администратора и 18 декабря 1830 года был награждён орденом Св. Георгия 4-й степени (№ 4411 по списку Григоровича — Степанова). До 1834 года находился в Яссах. Фактически же он был главой княжеств вплоть до 1834 года, когда султан Махмуд II назначил новых господарей — Александра II Гику в Валахии и Михаила Стурдзу в Молдавском княжестве.

### Проекты преобразований поземельных отношений и деятельность в Секретном комитете по крестьянскому вопросу
Ещё 27 августа 1816 года Киселёв обратился с запиской к императору Александру I с планом постепенного освобождения крестьян от крепостной зависимости. В ней уже были намечены основные направления его деятельности в последующие годы: предлагалось регулировать отношения крестьян и землевладельцев законом; освобождение крестьян с сохранением за ними земли, ими обрабатываемой; малоземельные должны были заселить государственные земли. Все изменения в положении крестьян предлагалось выполнять «постепенно». Обращение Киселёва к этому вопросу объясняется не только тем, что он поддался общему настроению окружения Александра, который в то время охотно говорил об освобождении крестьян. «Успехи просвещения» и «политическое сближение» с Европой после наполеоновских войн указывали, по мнению Киселёва, на необходимость реформ, чтобы избежать трагедии, подобной французской революции. Вся его последующая деятельность была связана с крестьянским вопросом.
В 1826 году, находясь в полуопале, Киселёв составил записку по поводу крестьянских волнений, произошедших в Киевской губернии. В ней он указывал на необходимость вскрытия причин, приводящих крестьянство к мятежам. В работе, по словам Киселёва, был использован опыт, приобретённый во время управления имениями жены. Впервые он предлагает составление инвентарей, в которых определялись бы обязанности крестьян по отношению к помещикам: количество дней работы, соответствия её «по силам и возможности человека» и земельному наделу, с учётом выгоды, приносимой им. Таким образом, подушное обложение должно было смениться поземельным.
После возвращения Киселёва из Молдовы и Валахии в 1834 году, он был произведён в генералы от инфантерии и 6 декабря 1834 года назначен членом Государственного совета по Департаменту Государственной экономии. Несмотря на новое назначение, он собирался уехать в длительный отпуск за границу для поправки здоровья, однако по настоянию друзей вернулся в столицу. По пути Павел Дмитриевич остановился в Москве, где провёл с родными 10 дней и встречался с М. Орловым, жившим там на положении полуссыльного.
После беседы с императором Николаем I Киселёв вошёл в Секретный комитет «для изыскания средств к улучшению состояния крестьян разных званий», работавший под председательством графа Васильчикова. В феврале 1835 года, получив новое назначение, он составил ещё один проект, записку «Взгляд на юго-западные губернии в отношении господствующего духа и необходимости оному дать другое направление». На этот раз речь шла об упорядочивании повинностей крестьян Украины. Это должно было «улучшить их положение и „утвердить“ их преданность русскому правительству». В записке предлагалось ограничить права польских землевладельцев и тем достигнуть не только экономического эффекта, но и политических целей (снижение влияния оппозиционно настроенной части населения). Конфискованные после восстания 1830—1831 годов земли, по мнению Киселёва, должны были раздаваться русским дворянам «на правах ленного владения».
Заседания комитета, возобновившиеся осенью 1835 и продолжившиеся в январе 1836 года, были безрезультатны. Дневник Киселёва того времени свидетельствует о его уверенности в том, что деятельность комитета не принесёт никаких плодов. В этих же записях он аккуратно критикует самого Николая. Император понял, что решение вопроса о помещичьих крестьянах не будет «ни скорым, ни лёгким». Таково было и мнение Сперанского, которому Николай более всего доверял в этом вопросе. К тому же ещё в 1827 году Сперанский обращал его внимание на то, что начинать решение проблемы нужно с изменения положения казённых крестьян, которые «беднели и разорялись не менее крестьян помещичьих».
Киселёв выступил последовательным противником крепостного права, сторонником освобождения крестьян. Считал, что необходимо идти путём постепенной ликвидации крепостного права, чтобы «рабство уничтожилось само собою и без потрясений государства». Освобождение, по мнению Киселёва, должно было сочетаться с расширением крестьянского землепользования, облегчением тяжести феодальных повинностей, введением агрономических и культурно-бытовых улучшений, что требовало активной государственной политики и эффективной администрации.

### Реформы

#### Реформа управления государственными крестьянами
В начале 1836 года Комитет занялся проектом реорганизации управления государственной деревней, разработанным Канкриным. Планы Канкрина в целом не получили одобрения участников Комитета. Так, по мнению Сперанского, проект давал понятие о новой форме управления казёнными крестьянами, но не определял, каким образом это управление будет претворяться в жизнь. Члены Комитета полагали важным воспрепятствовать дальнейшему обеднению казённой деревни, уничтожить её недоимочность, растущую год от года, снизить напряжённость, снять причины крестьянских бунтов и дать предпосылки «для постановки и решения главного вопроса» — о судьбе помещичьих крестьян, но проект Канкрина не давал разрешения большинства этих проблем. Сперанский и Киселёв настояли на том, чтобы управление казённой деревней было передано от министерства финансов другому ведомству.
Канкрин не хотел торопиться, однако Николай I желал быстрого результата, которого можно было добиться именно в деле с казёнными, а не помещичьими крестьянами. Преобразование казённой деревни мыслилось как начало решения «общекрестьянского вопроса», «проблемы ликвидации рабства» (Н. М. Дружинин). Кроме того, на решение императора повлиял и фактор его личных отношений к Канкрину и Киселёву. Дела по государственной деревне были переданы из министерства финансов в ведение временного отделения СЕИВК. Первоначально это решение коснулось только Санкт-Петербургской губернии. Однако Киселёв не собирался останавливаться на достигнутом. Девятого мая 1836 года в Комитет Васильчикова поступил доклад, написанный под руководством Киселёва, где объявлялось, что в связи с созданием V отделения (по делам казённых крестьян) Собственной Его Императорского Величества Канцелярии, Комитет считает возможным предоставить Киселёву возможность заняться проблемами казённой деревни и разработать новый план реформы управления казёнными крестьянами Санкт-Петербургской губернии. Этим докладом и завершилась работа Комитета Васильчикова.
Встав во главе V отделения, Киселёв не остановился на достигнутом. Он добился права провести ревизию казённой деревни силами своих чиновников в четырёх губерниях: Московской, Тульской, Тамбовской и Псковской, и сам лично знакомился с положением на местах, побывав сначала в Санкт-Петербургской, а затем в Московской, Тульской и Псковской губерниях в конце лета — начале осени 1836 года. В результате обревизования были выявлены многочисленные злоупотребления чиновников министерства финансов и общее «плохое управление», а директор департамента государственных имуществ Н. П. Дубенский отдан под суд. Использовав недовольство Николая Канкриным, Киселёв добился полной передачи всех дел по казённой деревне фактически в свои руки.
Киселёв вначале возглавил Временный совет управления государственными имуществами (созданный на период разбирательства дела Дубенского), а затем разработал план организации министерства государственных имуществ, начавшего работу в декабре 1837 года. Киселёв получил полную свободу действий для начала реформирования казённой деревни. Собственно, переустройство было начато Канкриным в двух губерниях ещё в конце 1820-х годов, однако после создания министерства перемены должны были коснуться всех государственных крестьян. Преобразования, начинавшиеся как опережающие своё время с течением времени приобрели консервативный характер. В ходе реформы был реорганизован управленческий аппарат: созданы губернские палаты государственных имуществ и уездные окружные управления, управляемые окружными начальниками, получившими широкие административные полномочия. Крестьяне получили право выбирать управляющих и суды, были введены сельские полицейский и судебный уставы.
Одним из главных достижений в деле реформирования казённой деревни стала замена подушной подати поземельным налогом, который рассчитывался исходя из размеров надела. Перенос податного бремени на землю воспринимался участниками Комитета 1846 года как ещё один шаг к составлению инвентарей — «любимейшего детища» Киселёва. Положительные перемены произошли в деле образования — в деревнях создавались приходские училища («киселёвские школы»); строились больницы (так, в 1838 году их было 3, а в 1866—269); открывались церкви, в том числе и неправославного вероисповедания. Были предприняты меры к снижению пьянства среди крестьян, уменьшилось количество питейных домов.
Однако, наряду с несомненной пользой реформа принесла и затруднения в жизнь государственных крестьян. Это коснулось прежде всего их экономического положения: вырос размер оброка, был введён новый сбор для пополнения хлебозапасных магазинов. Увеличился штат чиновников, которых должны были содержать крестьянские общины, участились расходы на выезды представителей управления на места. Отведение земель под посевы картофеля стало поводом для крестьянских волнений, истинная причина которых была в непонимании и неприятии реформ.

#### Положение об обязанных крестьянах и Инвентарная реформа
В 1842 году Киселёв руководил разработкой Положения об обязанных крестьянах, определившего порядок выхода крестьян из крепостной зависимости по добровольному соглашению с помещиком.
В 1840-х годах на землях Западного края Киселёв инициировал создание так называемых «бибиковских инвентарей». Непосредственно и жёстко проводил их в жизнь генерал-губернатор Д. Г. Бибиков. Таким образом был осуществлён перевод на правовую основу отношения крестьян и помещиков, введение инвентарей вызвало резкие протесты последних. В полной мере инвентарная реформа была проведена на территории Правобережной Украины и Виленского генерал-губернаторства. Политика Киселёва—Бибикова в данном случае рассматривается в историографии и как антипольская, направленная против польского дворянства этого края.
Действия Киселёва вызывали неоднозначную реакцию общества. Помещики опасались расширения казённого владения на частные земли, крестьяне неадекватно воспринимали меры «административного давления» (в том числе при введении посевов картофеля — «картофельные бунты»), опасаясь «казённой барщины» и «смены веры». Киселёва, однако, не смущали трудности, он говорил, что и реформы Петра I сопровождались бунтами. Сторонники изменений ставили в вину Киселёву бюрократический характер реформы, не давшей развиться крестьянскому самоуправлению.
В 1839 году, высочайшим указом Сенату от 26 марта, «в воздаяние за долговременную отличную службу… и в особенности за успешное и видам Его Императорского Величества соответственное образование вверенного ему Министерства Государственных Имуществ» Киселёв был возведён в графское достоинство; в 1841 году награждён орденом Святого апостола Андрея Первозванного; в 1845 году — алмазными знаками к нему; ещё через 10 лет избран почётным членом Петербургской академии наук. Как отмечает историк И. И. Воронов, П. Д. Киселёв пользовался расположением императора Николая I до самой его смерти. На отчёте Киселёва от 20 ноября 1850 года по случаю 25-летнего благополучного царствования император написал: «Благодарю за любопытный и весьма приятный отчёт. Вам принадлежит вся честь достигнутых последствий хорошо обдуманных мер — душевно благодарю и надеюсь постоянных и впредь успехов». Смерть Николая I, без сомнения, отразилась на дальнейшей судьбе Министерства государственных имуществ.

## После смерти Николая I
Находясь на министерском посту, Киселёв привлекался к решению государственных вопросов, выходящих за пределы компетенции его ведомства, в частности, к выработке пути завершения Крымской войны. Участвуя 20 декабря 1855 года в совещании, созванном Александром II для обсуждения условий заключения мира, представленных австрийской стороной, он выступил за одобрение проекта соглашения с некоторыми ограничениями: неприятием территориальных потерь России и части последствий нейтрализации Чёрного моря. Отказ от продолжения войны Киселёв мотивировал отсутствием ресурсов для новой кампании. Свою речь закончил словами: «Если союзники желают мира, то они примут наши исправления; если же нет — то да будет воля Божия!» На втором совещании, состоявшемся 3 января 1856 года, указал на то, что Россия в случае продолжения военных действий рискует столкнуться с волнениями в областях, относительно недавно присоединённых к империи, а возможно, и утратить эти земли.
Высочайшим указом 11 июля 1856 года Киселёв был освобождён от должности министра для назначения чрезвычайным и полномочным послом России во Франции. Он рассматривал это решение Александра II, принятое накануне реформ, как опалу, несмотря на то, что оно было обставлено весьма почётным образом: помимо прочего, Киселёву было предоставлено право рекомендовать императору своего преемника (с его подачи министром был назначен В. А. Шереметев). Кроме того, было известно, что выбору лица для занятия посольского поста в Париже Александр II придавал особую важность с учётом внешнеполитических изменений после Крымской войны. Николай 1 как-то сказал, «Киселёв сделал то, что ему разрешили»

### Дипломатическая служба

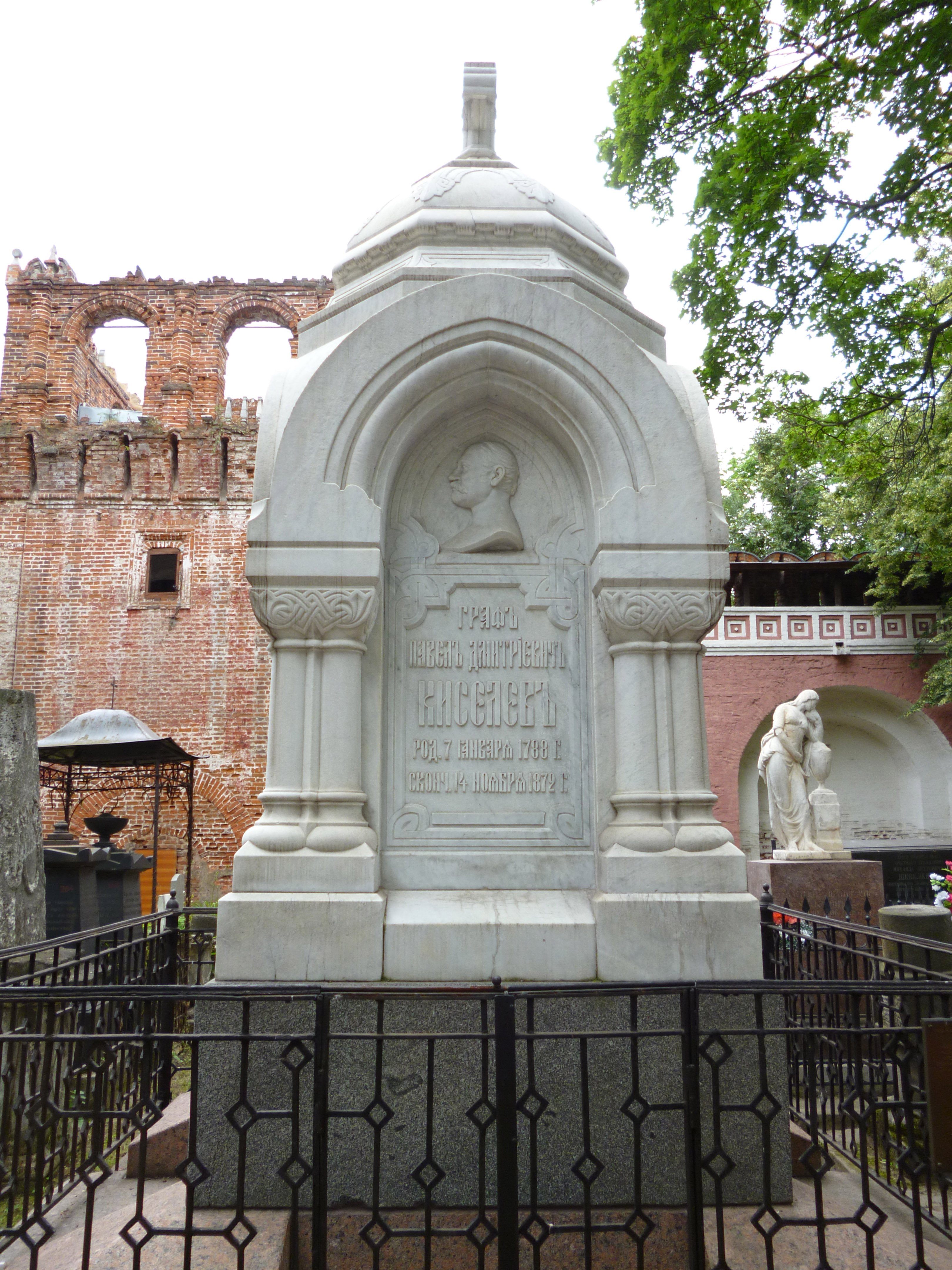
Могила П. Д. Киселёва

К исполнению обязанностей посла во Франции Киселёв приступил в июле 1856 года. Важным источником информации о его деятельности в этом качестве служат его дневники за 1857—1862 годы.
Приоритетной задачей российской дипломатии в послевоенный период было преодоление последствий Парижского договора. Её реализация осложнялась утратой прежних союзнических отношений в Европе — Тройственный союз фактически изжил себя: Австрия во время войны приняла сторону её противников, а Пруссия была слишком слаба, чтобы оказать России существенную поддержку. В этих условиях ключевое значение придавалось налаживанию отношений с Францией: в своём стремлении к отмене положений Парижского договора Александр II рассчитывал использовать встречную заинтересованность французов в пересмотре договора 1815 года).
Киселёв последовательно выступал за заключение франко-русского союза. Его взгляды и действия на первом этапе посольской работы совпадали с генеральной внешнеполитической линией петербургского кабинета и находили полное одобрение у Александра II и министра иностранных дел Горчакова. Однако позднее формирование курса на французском направлении приобрело в Петербурге исключительно келейный характер, и посол перестал привлекаться к принятию наиболее значимых решений. Так, Киселёв даже не был информирован о подготовке секретного франко-русского соглашения, подписанного 3 марта 1859 года. Судя по дневниковым записям, посол оставался без указаний из Петербурга и в период подготовки Франции ко Второй войне за независимость Италии (1859). В октябре 1859 года на совещании с императором Александром в Варшаве Киселёв представил записку о целесообразности преобразования соглашения от 3 марта 1859 года в оборонительный союз, однако не нашёл понимания у царя и министра иностранных дел. Впоследствии отношения двух государств стали более напряжёнными из-за польских событий, в результате чего Франция не оказала ожидаемой Россией помощи в вопросе отмены положений Парижского договора.
Отсутствие должного взаимопонимания с Петербургом по французскому вопросу существенно осложнило пребывание Киселёва в посольской должности. Осенью 1860 года ему поступило предложение занять пост председателя Государственного совета, на которое он ответил отказом. Более того, сохраняя свою точку зрения в пользу заключения русско-французского оборонительного союза, он в начале 1862 года вновь подал императору соответствующую записку. Вскоре после этого в Париж для «облегчения бремени управления посольством» в Париж был командирован А. Ф. Будберг, занимавший до того пост посланника в Берлине. Как отмечает Татищев, Киселёв «понял намёк и подал в отставку». Император её не принял и уволил Киселёва, сохранив за ним членство в Государственном Совете и звание генерал-адъютанта.

### Последние годы
Киселёв внимательно следил за преобразованиями в России, к нему за советом обращались деятели реформы 1861 года. Так, следуя его рекомендации, великий князь Константин Николаевич включил в редакционные комиссии тех людей, которые хорошо изучили положение дел на местах. Киселёв поддерживал деятельность своего племянника Н. А. Милютина, с которым вёл переписку.
Последние годы Киселёв жил в Париже, а во время франко-прусской войны — на швейцарской ривьере, в Уши. В Париж он возвратился в октябре 1871 года. Умер 14 ноября 1872 года. На отпевание Павла Дмитриевича в православной церкви в Париже собралась вся русская колония. Согласно завещанию Киселёва, он был похоронен в Донском монастыре в Москве.

## Личные качества и отношение современников
Достигший успеха уже в молодые годы, Киселёв многим из тех, с кем он сталкивался по долгу службы, казался надменным и запальчивым. Его считали прежде всего искусным царедворцем и, в лучшем случае, любезным светским человеком. Однако даже те, кто не особенно любил Киселёва, признавали, что он безупречен в отношении со своими подчинёнными и людьми, равными себе. В более поздние годы Киселёв, по разным причинам лишённый общества людей, близких к нему с юности, сделался более замкнутым.
На генерала Киселёва

Не положу своих надежд,

Он очень мил, о том ни слова,

Он враг коварства и невежд;

За шумным, медленным обедом

Я рад сидеть его соседом,

До ночи слушать рад его;

Но он  придворный: обещанья

Ему не стоят ничего.
Пушкин, знавший Павла Дмитриевича ещё по Петербургу, а потом общавшийся с ним в пору своей южной ссылки, поначалу относился к нему скептически и осмеял в своих сатирических стихах. Возможно это связано с тем, что Киселёв давал Пушкину, мечтавшему в то время о военной службе, какие-то обещания и не выполнил их. Тем не менее через несколько лет (1822) в одном из писем к брату поэт советует обратиться за протекцией к Раевскому или Киселёву. В дуэльной истории Киселёва с Мордвиновым Пушкин, который по воспоминаниям И. П. Липранди очень интересовался этим делом, был на стороне последнего, вызвавшего на поединок «лицо выше себя по службе». «Пушкин не переносил, как он говорил, „оскорбительной любезности временщика, для которого нет ничего священного“». По мнению И. Немировского, отношение Пушкина к Киселёву ухудшилось в середине 1823 года, и причиной тому была роль, сыгранная начальником штаба 2-й армии в деле В. Раевского. Однако летом 1834 года, после обеда у Вяземского с Давыдовым, Жуковским и возвратившимся в Петербург Киселёвым, поэт записал в своём дневнике: «Много говорили об его [Киселёва] правлении в Валахии. Он, может, самый замечательный из наших государственных людей, не исключая Ермолова, великого шарлатана».
Князь Пётр Долгоруков, признавая либерализм Киселёва, считал, что тот «всегда оставался придворным и, как таковой, умел приноравливаться ко всем партиям, всем убеждениям». Великий князь Николай Михайлович отмечал честность Киселёва и его заботу о подчинённых, что редко встречалось в бюрократической среде; отдавал должное киселёвской энергии, взвешенности его поступков, его последовательности. Однако, как считал великий князь, Киселёв был склонен преувеличивать своё влияние — он оставался лишь исполнителем «генеральной линии» верховной власти.

## Оценка историков
Киселёв — один из немногих сановников николаевской эпохи, деятельность которых привлекала повышенное внимание исследователей. Четырёхтомная биография Киселёва, охватывающая весь жизненный путь, была написана А. Заблоцким-Десятовским, одним из его ближайших сотрудников. В своём труде Заблоцкий-Десятовский использовал обширный архив Киселёва — его дневники (в том числе и те, которые позднее были утрачены) и переписку, бумаги из архива великого князя Константина Николаевича, в то же время ему не удалось получить доступа к бумагам министерства иностранных дел. Работа апологетична по своему характеру, автор весьма избирательно привлекал доступные ему материалы, следуя намеченному образу своего героя, им были допущены также фактические неточности, ошибки в датировках, вольности в переводах . Как отмечает И. Энгельман, добросовестность Заблоцкого-Десятовского не подлежит сомнению, однако он, в силу сложившихся с Киселёвым отношений, смотрел «на него и на всю его деятельность с благоговением» и не смог «стать на точку зрения хладнокровного, безучастного зрителя и критика».
Через несколько десятилетий личность и труды Киселёва высоко оценил в своей статье «Павел Дмитриевич Киселёв», помещённой в сборнике, выпущенном к полувековому юбилею отмены крепостного права, историк Ю. Готье. Развёрнутую характеристику дал Киселёву Н. Дружинин в фундаментальном исследовании «Государственные крестьяне и реформа П. Д. Киселёва». П. Зайончковский выделял его как «единственного представителя „партии прогресса“» из приближённых Николая I. Его деятельность в Молдове и Валахии рассматривается в труде В. Гросула «Реформы в Дунайских княжествах и Россия (20—30-е гг. XIX в.)», в более поздней статье исследователь развил свою позитивную оценку, данную им Киселёву.
Особо выделял деятельность П. Д. Киселёва, в том числе и в области подготовки крестьянской реформы 1861 года, историк В. О. Ключевский:

Удача устройства крестьян казённых должна была подготовить успех освобождения и крепостных крестьян. Для такого важного дела призван был администратор, которого я не боюсь назвать лучшим администратором того времени, принадлежащим к числу лучших государственных людей нашего века. Это был Киселёв…
— Василий Ключевский

## Память
- Именем названо шоссе в Бухаресте (Румыния).
- В его честь названа одна из улиц города Орла

## Комментарии
1. ↑  Вероятно, к этому времени относится знакомство Киселёва с М. Ф. Орловым, тоже начинавшим службу в Коллегии[10].
2. ↑  Во время походов 1814 и 1815 годов российская армия была разделена на две: 1-й командовал Барклай-де-Толли, 2-й — генерал Беннигсен. По возвращении из-за границы 2-я армия была расположена в юго-западных губерниях и Бессарабии. Её главная квартира находилась в Тульчине Подольской губернии.
3. ↑  Находясь в командировке, Киселёв получил известие, что 6 октября 1817 года он произведён в генерал-майоры, с назначением состоять при императоре[25].
4. ↑  14 марта 1821 года Киселёв писал Закревскому, вполне разделявшему его взгляды[34]: «Нельзя вообразить себе, до какой степени они [восставшие] очарованы надеждой спасения и вольности… Помоги ему (Ипсиланти) Бог в святом деле! Желал бы я прибавить: и Россия»[35].
5. ↑  Александр I, напуганный революционными движениями в Испании, Португалии, Неаполе, Пьемонте, отказал в помощи восставшим грекам[35].
6. ↑  Согласно показаниям, данным на следствии Бобрищевым-Пушкиным, Пестель предлагал для обеспечения успеха выступления арестовать Киселёва[39].
7. ↑  Через много лет, узнав об отмене тягчайших телесных наказаний в России, он запишет в своём дневнике, что указы 17 апреля 1863 года доставили ему «величайшее удовольствие после моей неудачи по этому предмету в течение 20 лет при Императоре Николае»[46].
8. ↑  По условиям Адрианопольского договора российские войска занимали их до уплаты Портой некоторой части контрибуции[75].
9. ↑  Регламенты вводились поочерёдно, на собраниях представителей боярства и духовенства, проводившихся под председательством самого Киселёва[82].
10. ↑  Автором одного из проектов освобождения крестьян, поданных Александру в то время, был Аракчеев[87].
11. ↑  И в палаты госимуществ, и в окружные управления входили чиновники, назначенные правительством. Киселёв первое время лично подбирал кандидатов на эти должности[101].
12. ↑  Накануне Крымской войны российским посольством во Франции руководил (в должности посланника) младший брат П. Д. Киселёва Николай
13. ↑  Ошибка: дуэль произошла уже после отставки Мордвинова, тот вызывал Киселёва как частное лицо[122].